# Георги Хаканов
Георги Константинов Хаканов е български лекар, участник в Руско-турската война (1877 – 1878). Политически деец в Източна Румелия.

## Биография
Георги Хаканов е роден през 1851 г. в Казанлък. Емигрира в Румъния. Участва в националосвободителното движение. Член на Българското Читалище „Братска любов“ в Букурещ. През 1873 г. завършва Медицинското училище в Букурещ. Работи като лекар.
По време на Руско-турската война (1877 – 1878) е лекар в Общинската болница в Търново. Известен е с помощта която оказва на ранени руски войници и българи-бежанци от Казанлъшко и Старозагорско. Окръжен лекар на Стара Загора (1878 – 1881), градски лекар в Пловдив (1881). През 1875 г. в Казанлък извършва системна хирургическа операция – ампутация на огнестрелно раздробена китка под обща хлороформена упойка, която той дава.
След Освобождението живее в Пловдив. Д-р Хаканов е активист на Народната партия в Източна Румелия (1881), зет на Иван Ст. Гешов. Член на Постоянния комитет (1880 – 1884). Депутат и председател на Областното събрание (1884). Директор на земеделието, търговията и общите сгради в правителството на Източна Румелия (1884 – 1885).
След Съединението на Княжество България и Източна Румелия се установява в София. По време на Сръбско-българската война е военен лекар на Пещерския отряд. След войната е хирург в Дивизионната и Александровска болница. Често извършва костна хирургия и отстранява по-леснодостъпни доброкачествени и злокачествени новообразувания. В периода 1892 – 1898 г. е управител на Александровската болница. По това време е член на V, VI и VII Висш върховен медицински съвет. Допринася за развитието на Българския червен кръст, основава курсове за милосърдни сестри, фелдшери и акушерки. Носител е на сребърен орден от Сръбско-българската война и на руския орден „Св. Анна“. Умира на 28 май 1899 г. в Париж.